# Entoloma inutile
Entoloma inutile är en svampart som först beskrevs av Max Britzelmayer, och fick sitt nu gällande namn av Machiel Evert ("Chiel") Noordeloos 1980. Entoloma inutile ingår i släktet Entoloma och familjen Entolomataceae.  Arten är reproducerande i Sverige. Inga underarter finns listade i Catalogue of Life.